# Pecluma robusta
Pecluma robusta är en stensöteväxtart som först beskrevs av Fée, och fick sitt nu gällande namn av M. Kessler och Alan Reid Smith. Pecluma robusta ingår i släktet Pecluma och familjen Polypodiaceae. Inga underarter finns listade.